# (3373) Koktebelia
(3373) Koktebelia – planetoida z pasa głównego asteroid okrążająca Słońce w ciągu 3 lat i 134 dni w średniej odległości 2,25 j.a. Została odkryta 31 sierpnia 1978 roku w Krymskim Obserwatorium Astrofizycznym w Naucznym na Krymie przez Nikołaja Czernycha. Nazwa planetoidy pochodzi od Koktebel, kurotu nad Morzem Czarnym na Krymie gdzie tworzył rosyjski malarz Maksimilian Wołoszyn. Przed nadaniem nazwy planetoida nosiła oznaczenie tymczasowe (3373) 1978 QQ2.